# Chrysophryno
Chrysophryno är ett släkte av tvåvingar. Chrysophryno ingår i familjen parasitflugor.
Kladogram enligt Catalogue of Life:
| Chrysophryno | \| \| Chrysophryno andinensis \| \| \| \| \| \| Chrysophryno egensis \| \| \| \| |
|              | \| \| Chrysophryno andinensis \| \| \| \| \| \| Chrysophryno egensis \| \| \| \| |
|              | Chrysophryno andinensis                                                          |
|              |                                                                                  |
|              | Chrysophryno egensis                                                             |
|              |                                                                                  |